# 埃克索尔·罗斯
埃克索尔·罗斯（英語：Axl Rose，1962年2月6日—）原名威廉·布鲁斯·罗斯（William Bruce Rose, Jr.）；少年時稱威廉·布鲁斯·贝利（William Bruce Bailey），美国摇滚樂創作歌手和音樂家，是硬式摇滚樂團槍與玫瑰的原始成員及主唱。出生在印第安纳州拉斐特，他俱有苏格兰、爱尔兰和德国血统。由於他強勁的嗓音、廣濶的音域和充滿活力的現場表演，羅斯先後被各類媒體包括《滾石》和《新音樂快遞》評為有史以來最偉大的歌手之一。2016年起，除槍與玫瑰的活動外，他還兼任了澳洲搖滾樂團AC/DC的主唱。

## 簡介

### 槍與玫瑰的形成
埃克索尔·罗斯出生並成長於印第安纳州拉斐特，父親老威廉·布魯斯·羅斯年僅二十歲，母親莎朗·林特納十六歲，在沒有預期下懷了孩子，他們在罗斯兩歲時離異。後來斯蒂芬·貝利成為埃克索尔的繼父，曾更改其姓氏為貝利。1980年代初罗斯搬到洛杉磯，在那裡他成為活躍於當地的硬搖滾現場表演藝人，並參與了幾支樂隊包括好萊塢玫瑰和洛杉磯手槍（兩個樂團合併就是槍與玫瑰）。1986年3月他與格芬唱片公司簽署合約前，正式把名字更改為埃克索尔·罗斯（W. Axl Rose）。

### 獲得巨大成功
1985年，他携手創辦槍與玫瑰樂團，於1980年代末至1990年代初獲得巨大的成就和認同。樂團的第一張專輯《Appetite for Destruction》於1987年發布，至目前為止全球總銷量已超過3,000萬張。它亦是美國有史以來最暢銷的處女專輯，共有1,800萬張的銷量，其中單曲《Sweet Child o' Mine》於1988年夏季打上美國排行榜冠軍位置。作為後續的雙專輯《Use Your Illusion I》和《Use Your Illusion II》於1991年發布，得到廣泛的成功；它們先後打上告示牌排行榜冠軍及亞軍位置，兩個專輯加起來在全球已售出3,500萬張。

### 樂團解體至現在

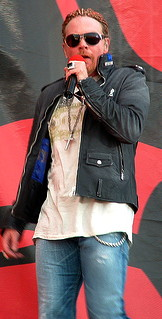
罗斯於2006年在英國摇滚節日演唱

1994年以後，著隨樂團歷時兩年半的「Use Your Illusion Tour」巡迴演唱會結束，羅斯從公共媒體中消失了好幾年，而樂團亦因為個人和音樂上的分歧而解體。作為唯一留下的創始成員，他繼續在槍與玫瑰的旗幟下工作，因為他已經合法取得了樂團名字的擁有權。2001年元旦，他和槍與玫瑰的全新陣容於拉斯維加斯復出演唱，隨後預訂了定期的巡迴演出，以推廣準備發表的專輯《Chinese Democracy》，後來專輯拖延多年至2008年才推出市面。不過在商業上其銷量不及預期的好，儘管樂評人對該專輯多有正面的評價。2012年，羅斯以槍與玫瑰成員的身份進入搖滾名人堂，但他拒絕出席典禮活動，並要求個人從搖滾名人堂除名。

## 健康問題
26歲的時候羅斯被診斷患有躁鬱症。雖然羅斯遵囑醫生吩咐服用鋰鹽，但他表示藥物對他效用不大，並聲稱他可以控制他的情緒；羅斯曾在訪談中表示藥物並不能幫助他舒解壓力。1990年代初，羅斯成為順勢療法的堅定信徒，並定期接受「過去生活回憶治療」。他分享了他受到親生父親性侵犯的往事，令到當時兩歲的他，曾經短暫停止了情感的成長。羅斯小時候與繼父同住，亦曾經遭受繼父暴力虐待。

## 專輯目錄

### 槍與玫瑰
- 毀滅欲 (Appetite for Destruction)(1988)
- 謊言(G N' R Lies) (1989)
- 運用幻象I(Use Your Illusion I) (1991)
- 運用幻象2 (Use Your Illusion II)(1991)
- 義大利麵事件？("The Spaghetti Incident?") (1993)

### 後期作品
- The Roots of Guns N' Roses (2004)
- Chinese Democracy (2008)
- Ready to Rumble - Rapidfire (2014)

## 参見
- 槍與玫瑰
- 史萊許
- 重金屬音樂
- AC/DC